# Саша (певица)
Са́ша Градива (англ. Sasha Gradiva), она же Алекса́ндра Миха́йловна Анто́нова, также известна мононимно как Саша (5 февраля 1979, Сыктывкар) — российско-американская поп и R&B-певица, модель, хореограф, продюсер.

## Биография
Родилась 5 февраля 1979 года в Москве, но вскоре семья переехала в Сыктывкар. Её отец был пилотом, мать — стюардессой. В юности профессионально занималась фигурным катанием, и стала кандидатом в мастера спорта. Помимо спорта занималась пением и танцами.
После окончания школы поступила в юридический институт, но позже бросила его.
В 19 лет вернулась в Москву и начала работать танцовщицей в клубах Diamond и Dolls. Вскоре на неё обратил внимание продюсер Юрий Айзеншпис. Они стали работать над первым альбомом Саши. После выхода клипа на песню «Это просто дождь» о ней заговорили как о «русской Мадонне».
Появление на обложках Playboy и Maxim, многочисленные интервью в Vogue и Cosmopolitan сделали её популярной не только в России, но и за её пределами. Саша стала моделью для фотосессий арт-фото студии Fresh Art. Её фото также были включены в специальный фотовыпуск Vogue, выпущенный под руководством Брайана Адамса.
В 2003 году певица выпустила дебютный альбом «Саша». 13 мая в развлекательном комплексе «Метелица» состоялась презентация диска. В 2005 году вышла вторая сольная пластинка Саши «Позови любя». В том же году совместно с Домиником Джокером певица выпустила песню «Мой Бог». Режиссёром клипа на эту композицию выступил Александр Игудин, а оператором — Владислав Опельянц. В 2007 году стала продюсером и ведущей реалити-шоу «Бабий Бунт» на MTV, завершением которого стало концертное шоу в Лужниках, собравшее несколько десятков тысяч зрителей.
Записала англоязычный альбом в r’n’b- и new wave — стилистике.
Живёт и работает в Лос-Анджелесе. В 2018 году приняла участие в шоу «Русский ниндзя».

## Дискография

### Студийные альбомы
- «Саша» (2003)[6]
- «Позови любя» (2005)

### Мини-альбомы
- Tin Foil (2016)

### Синглы
- «По ночному городу» (1999)
- «Это просто дождь» (2000)
- «Любовь — это война» (2000)
- «Не получилось, не срослось» (2001)
- «За туманом» (2002)
- «Wanted» (2012)
- «I’m on Fire» (2013)
- «Come With Us» (2013)
- «Come With Us» (No Big Deal Remix) (2013)
- «Unbreakable» (2015)
- “Same colour” (2015)
- «Tin Foil» (2016)
- «Tin Foil» (Super Stylers Remix) (2016)

## Политические взгляды
В 2014 году осудила закон России против геев. В 2022 году поддержала вторжение России на Украину. Также Антонова была внесена ФБК в список коррупционеров и разжигателей войны, с предложением введения против неё международных санкций так как она «поддерживала агрессию России против Украины и действия российских властей».